# Seututie 307
Pour les articles homonymes, voir Route 307.
La route régionale 307 (finnois : Seututie 307) est une route régionale allant de Pälkäne jusqu'à Valkeakoski en Finlande,,.

## Présentation
La seututie 307 est une route régionale de Pirkanmaa.